# Stephen Prina
Stephen Prina (* 1954 in Galesburg, Illinois, USA) ist ein amerikanischer Künstler.

## Leben und Werk
Stephen Prina verarbeitet in seinen den Strömungen Minimal Art und Concept Art zuzurechnenden Werken Aspekte der Entwicklungen in der Kunst der vergangenen Jahre auf. Seine Werke nehmen dabei Bezug auf andere Kunstwerke und stellen dabei crossmediale wie historische Verbindungen zwischen den jeweiligen Entstehungskontexten her.
Prina lehrte von 1980 bis 2003 am Art Center College of Design in Pasadena, Kalifornien.

## Werke
- 1990: Exquisite Corpse: The Complete Paintings of Manet
- 2006: Soundinstallation The Second Sentence of Everything I Read is you

## Ausstellungen (Auswahl)
- 1992 documenta 9, Kassel
- 1999 Frankfurter Kunstverein (auch 2001 und 2004)
- 2001 Kunstverein für die Rheinlande und Westfalen, Düsseldorf;
- 2002 ZKM, Karlsruhe
- 2003 Kunsthalle Basel
- 2004 Neue Galerie Graz; The Empty Museum Sculpture Center, Long Island
- 2005 Kunsthalle Bern
- 2006 Kunstverein Braunschweig; Musée d’Art Moderne Grand-Duc Jean, Luxemburg; Centre Pompidou, Paris
- 2007 Kunstverein München danach am Museum of Contemporary Art, North Miami, Florida, USA.
- 2008 Kunsthalle Baden-Baden; Museum Morsbroich, Leverkusen; Whitney Museum, New York
- 2013 Los Angeles County Museum of Art, Los Angeles: Stephen Prina: As he Remembers it.
- 2016 Museum Kurhaus Kleve, 2016: Stephen Prina galesburg, illinois+